# مجلس التعليم في منطقة مدارس أرلينغتون المركزية ضد مورفي
قضية مجلس تعليم منطقة مدارس أرلينغتون المركزية ضد مورفي، 548 U.S. 291 (2006)، كانت قضية أمام المحكمة العليا الأمريكية تتعلق برسوم الخبراء في القضايا المرفوعة بموجب قانون التعليم للأفراد ذوي الإعاقة. حيث حكم القاضي صموئيل أليتو، الذي كتب رأي الأغلبية، بأن قانون التعليم للأفراد ذوي الإعاقة لا يجيز دفع رسوم الخبراء للأهل المنتصرين في القضايا. وأيدت القاضية روث بادر غينسبورغ الحكم جزئيًا وفي المضمون، في حين قدم القاضيان ديفيد ساوتر وستيفن بريير آراء معارضة.
المُدَّعى عليهم، بيرل وثيودور مورفي من لاجرانج، نيويورك، رفعوا دعوى ضد المُدَّعى عليه، منطقة مدارس أرلينغتون المركزية، مطالبين بإلزامهم بدفع تكاليف تعليم طفلهم في مدرسة خاصة بموجب قانون التعليم للأفراد ذوي الإعاقة. نجح مورفيز في قضيتهم، وتم تأييد القرار لصالحهم في الاستئناف. بعد ذلك، قام مورفيز ومحاميهم ديفيد فلاديك برفع دعوى جديدة لإلزام منطقة المدارس بدفع رسوم الخبراء التي تكبدوها خلال سير المحاكمة.
محكمة المقاطعة قضت بأن جزءًا من الرسوم مشمول بموجب القانون، وألزمت منطقة المدارس بدفعها. وأكدت محكمة الاستئناف للدائرة الثانية هذا الحكم، مع الإشارة إلى أن دوائر قضائية أخرى أصدرت أحكامًا مختلفة في قضايا مماثلة. لذا منحت المحكمة العليا طلب النظر (الشهادة القضائية) لتسوية الاختلافات بين هذه الدوائر القضائية.

### القضية
يسمح قانون التعليم للأفراد ذوي الإعاقة للمحكمة بـ "منح أتعاب المحامين المعقولة كجزء من التكاليف". وكان السؤال المطروح للحسم هو ما إذا كان ذلك يشمل أيضًا رسوم الخبراء.

### حجج الأطراف
قالت منطقة المدارس إن اللغة الصريحة والواضحة في القانون هي التي يجب أن تحكم، أي أن "أتعاب المحامين" تعني فقط الرسوم المدفوعة مقابل خدمات المحامي. من جهتهما، جادل مورفيز بأن الكلمة الأهم هي "التكاليف"، وأن المعنى المباشر لكلمة "التكاليف" يشمل أيضًا تكلفة استئجار شاهد خبير.
الحكم
كتب القاضي أليتو، نيابةً عن الأغلبية، أن القدرة على منح أتعاب المحامين لا تشمل القدرة على منح رسوم الخبراء. حيث أشارت المحكمة إلى أن مصطلح "التكاليف" هو مصطلح فني لا يشمل عادة أيًا من النوعين من الرسوم. وأضافت المحكمة أن إضافة أتعاب المحامين إلى التكاليف أمر استثنائي في القانون الأمريكي، ولهذا السبب تم تضمينه صراحة في النص القانوني، وأن هذا التغيير في سلطة المحكمة لا يؤثر على صلاحيتها فيما يتعلق برسوم الخبراء.
علاوة على ذلك، وبالاعتماد على قضايا سابقة، قالت المحكمة إنه دون إشعار واضح للدول، لا يمكن لقانون أن يلزم بفرض رسوم معينة على الدولة. وردًا على ادعاء مورفيز بأن السجل التشريعي يشير إلى وجوب شمول رسوم الخبراء، أكدت المحكمة أن صياغة القانون واضحة ولا تستدعي الرجوع إلى مصادر خارجية. بالإضافة إلى ذلك، فإن تفويض القانون للجنة الحكومة العامة بدراسة تأثير منح التكاليف لا يغير من صياغة القانون التي لا تمنح هذه الرسوم.

### التأييد الجزئي
أيدت القاضية جينسبيرغ الحكم جزئيًا وأيدت القرار، لكنها اختلفت مع طريقة تطبيق المحكمة لمتطلب "الإشعار الواضح" لكنها وجدت بقية الحكم صحيحًا.

### المعارضات

#### معارضة بريير
اعترض القاضي بريير على حكم المحكمة، وانضم إليه القاضيان ستيفنز وسوتر. وذكر بريير أن القانون ليس واضحًا من حيث الصياغة، وبالاعتماد على السجل التشريعي، كتب أن مصطلح "التكاليف" قصده الكونغرس ليشمل تكلفة استئجار الشهود الخبراء. كما كتب أن "الغرض الأساسي من القانون" يفرض السماح بمنح جميع التكاليف، بما في ذلك رسوم الخبراء. ورفض تطبيق قاعدة "الإشعار الواضح".

#### معارضة ساوتر
رغم انضمامه إلى اعتراض بريير، كتب القاضي ساوتر معارضة منفصلة أشار فيها إلى أن بعض دراسات لجنة الحكومة العامة المصرح بها بموجب قانون التعليم للأفراد ذوي الإعاقة تعطي وزنًا لحجج بريير وتميز هذه القضية عن تلك التي استندت إليها الأغلبية.

### التمييز النظري
الرأي الأغلب، الذي كتبه القاضي أليتو، اتبع تفسيرًا نصيًا للنص القانوني. يسعى القضاة الذين يتبعون التفسير النصي إلى تحديد "الاتفاقيات المشتركة" الكامنة ضمن لغة القانون، وغالبًا ما يعتمدون على "قواعد التفسير النصي" التي تعكس "اتفاقيات أوسع لاستخدام اللغة".

## التطورات اللاحقة
في عام 2009، قدّم العضوان في الكونغرس كريس فان هولين وبيتر سيشنز مشروع قانون يُعرف باسم "قانون استعادة العدالة في قانون التعليم للأفراد ذوي الإعاقة"، بهدف تجاوز حكم قضية مورفي والسماح للآباء باسترداد رسوم الخبراء.
وفي عام 2011، أُعيد تقديم مشروع القانون من قبل السيناتور توم هاركين، رئيس لجنة التعليم والصحة والعمل في مجلس الشيوخ، إلى جانب النائبين كريس فان هولين وبيتر سيشنز.

## روابط خارجية
- Text of Arlington Central School District Board of Education v. Murphy, 548 U.S. [الإنجليزية]‏ 291 (2006) is available from:  Cornell  CourtListener  Findlaw  Google Scholar  Justia  Oyez (oral argument audio)  Supreme Court (slip opinion) (archived)